# Scirtes championi
Scirtes championi là một loài bọ cánh cứng trong họ Scirtidae. Loài này được Picado miêu tả khoa học năm 1912.